# 世新社發所停招事件
世新社發所，全稱為世新大學社會發展研究所，招收碩士班學生。2019年1月2日，世新大學校務會議中做出決議，自109學年度（2020年）開始停止世新社發所的招生，校方的主要理由為少子化衝擊，社發所近兩年來註冊率不佳。但此決議遭社發所師生質疑，認為校方會前未與師生溝通及說明，違反程序及相關法規，呼籲校方撤回停招決議。根據系所調整流程，該案仍需要經過教育部核定同意，該停招案才會正式成立。世新社發所108學年度（2019年）招生與後續的學生教學則不受影響。2019年8月4日，歷經半年抗爭，教育部公布各系所調整案的結果，社發所停招案因未符合校內增設系所相關辦法，也未在事前妥善與師生溝通，教育部正式駁回世新社發所停招案。

## 經過
2018年底即傳出世新社發所將被校方停招的的說法。教育部高教司副司長梁學政說，教育部12月27日就正式行文，要求學校釐清相關適法性，並要求學校一定要先與師生溝通。
2019年1月2日下午一點，世新大學召開1071學年度校務會議，社會發展研究所停招案列入議程，20多人前往會議室舉牌抗議，但遇到高強度維安和校方驅趕，社發所教授夏曉鵑退席抗議，最後議案強勢通過。
2019年1月2日下午三點，校務會議後，社發所學生在校內，大撒印有世新創辦人成舍我著名遺言「我要說話」的冥紙，抗議校方惡意關所，喪失世新辦校的精神理念。
2019年1月3日，世新社發所師生成立「世新大學社會發展研究所反對停招小組」，於網絡發起連署，號召社會各界人士反對停招決議。同日，世新大學發佈對外聲明，闡述停招社發所的原因，認為社發所存在註冊率低，休退學比率高的現象，調整系所是大學自主範圍，本次停招符合程序法規。
2019年1月4日，社發所教師收到校方公文，校方說明「按教育部停招相關規定，應與教師、學生進行溝通作業」，所以要求社發所教師出席會議與行政單位溝通。社發所全體教師拒絕該項提議，並撰寫「社發所全體教師回應校方事後溝通公開信」 （页面存档备份，存于），強調校方應撤回停招決議，回到規劃階段，才是校方與社發所兩造溝通的前提。
2019年1月8日，世新大學學生議會議員周兆鴻、何家希和李靖8日聯合發布聲明，特別聲援本案。聲明表示，依照「世新大學增設調整院系所學位學程辦法」，社發所若要停招，應由系所提出申請由研究發展處彙整後依序審議，但本案未經過該所會議通過、達成共識，即進入調整委員會進行審查，並不符合程序正義。
2019年1月9日，世新校方邀集媒體餐敘，會上校長吳永乾針對社發所停招，再度做出說明。當日有媒體報導校方高層言論，指稱從事社會運動的社會發展研究所是病人，而同校的社會心理系是醫生，引起校友批評。
2019年1月11日，世新社發所師生和立委林淑芬、蔡培慧、洪慈庸等人召開記者會，質疑校方「假少子化之名，行整肅異己之實」。所長黃德北批評校方提供給媒體的資料有誤，甚至有造假嫌疑，比如校方稱「最近四年無任何人畢業」，但過去四年社發所有31位學生畢業。
2019年1月16日，世新大學教務處寄發公文給社發所全體在學生及甄試錄取新生，關於學生在109學年度停招後的權益配套措施。社發所學生一致認為此舉試圖在違反程序強行通過校務會議後，於事後才告知權益補足相關說明，是一種程序補救。社發所學生並發佈公開聲明要求將停招決議退回校務會議，先與師生進行確實的溝通討論。
2019年1月18日，因大專校院近期發生多起學生權益受損事件，如世新社發所強行停招、東華門禁管制、台大擱置學生議案、高醫大威脅告學生等，東華大學學生議會、大學法改革陣線、世新社發所、台大研究生協會等團體齊聚教育部前抗議，口號為「抗議大學蠻幹、捍衛校園民主」，盼教育部做學生後盾，修法提高學生代表比例。同日，世新大學董事會通過社發所停招案，準備送教育部審查。
2019年1月27日，逢社發所創辦人成露茜逝世9週年，社發所師生舉辦追思會，以歌曲、戲劇、影像、校友分享等各種形式，讓更多朋友來認識及懷念Lucie，並藉此機會再次向校方表達反對停招的聲音。
2019年1月30日，世新校方寄送要召開「學生座談會」的公文至每位社發所在學生及甄試錄取新生的家中。
2019年2月20日及22日，世新大學校方分別舉辦社發所停招教師（20日）與學生（22日）的權益配套措施溝通說明會，遭全所師生發表聲明，拒絕出席來抗議。社發所師生質疑說明會名稱變動，並且在通過董事會審議後才舉辦，是在事後補程序，沒有正當性，因此拒絕配合，要求校方退回停招決議，方可開始溝通。
2019年3月18日，世新校方將停招社發所申請送教育部審核。
2019年3月21日，社發所師生協同聲援團體於教育部前聚集抗議，認為世新大學校方以似是而非的理由違反程序強行停招社發所實乃打壓異己的行為，呼籲教育部駁回世新大學校方停招社發所之申請。在場有全國教師工會總聯合會、台灣社會研究學會、反教育商品化聯盟等聲援團體發言。教育部由高等教育司專門委員譚以敬接受陳情書，回應稱：「教育部會審核程序和實質面，和其他大學增減系所都在7月中旬公布結果，也會顧及學生受教權和老師工作權。」
2019年8月4日，世新社發所粉絲頁發出聲明，說明社發所停招案已遭教育部駁回，社發所109學年度維持12名招生員額，2019年世新社發所停招案正式告一段落。

## 主要爭議焦點

### 停招是否符合校內外程序法規
教育部的《技專校院院所系科與學位學程增設及調整審核要點》 （页面存档备份，存于）第9點明文「學校提報院、所、系、科或學位學程調整（包括改名、整併及停招）前，除依第二點規定（通過校務會議等校內相關會議）辦理外，並應擬具相關配套措施，事先與師生充分溝通取得共識」。世新大學社發所教授夏曉鵑代表社發所出席校務會議，她於校務會議中退席抗議。在媒體採訪中表示，校方停招社發所提案違反程序，未經社發所所務會議通過，也未徵詢社發所師生意見，但即便她提出擱置動議，主席仍逕行裁示表決。
對於校內程序，社發所堅持，世新校內的 《世新大學增設調整院系所學位學程辦法》 （页面存档备份，存于） 第4條規定，要調整招生名額，應由「系、所提出申請書向學院提出申請」，這是「由下而上」， 世新卻主張依據該校內辦法第5條，也可「由上而下」，由校方發動，社發所認為，該第5條的文字，只是補充第4條的「審議原則」，以及「審議原則」的調整程序，若要停招仍須符合第4條，也就是由系所提出， 社發所副教授陳信行說 ，校務會議上亦有法律系教師指出此點疑義，但校方置之不理、逕付表決。
世新校方還曾於聲明中表示：「根據教育部統計108學年度已有172系所停止招生，依照大學法規定，增設、調整(包括更名、整併、分組、停招) 院、系、所、學位學程，皆屬於大學自主權責。」

### 停招社發所是否為打壓校內異議
社發所所長黃德北認為社發所是在1997年由世新創辦人女兒成露茜創設，範圍所及遍布勞工、移民、農業、教育、環保、性別及原住民等層面，扮演社會「吹哨者」角色。社發所師生不只是針對大社會上不公不義的問題警示，也會針對校內部不合理議題表達意見。自從世新董事會改組、新校長上任，校方許多不合理政策出籠，使得社發所學生「對校內吹哨」，得罪當局，恐引發校方逕行不符正當的程序停招社發所。社發所過去已有在職專班及英語學程停招裁撤，都有事先與所上溝通才提報校務會議，這次停招與過去做法不同，恐怕主要是因為社發所師生對高教議題表達不滿抗爭有關，遭校方打壓。
對此，世新大學副校長游梓翔12日在臉書表示社發所把自己的重要性無限膨脹，對其他學術領域有失蠻橫。世新大學校長吳永乾則認為：「停招一定都是以客觀數據、實際辦學績效為考量，不能恣意而為，社發所也不例外。」
2019年1月18日，有媒體報導此次停招事件恐怕是董事會對社發所的報復，主要目標是兼任高教工會秘書長的社發所副教授陳政亮。社發所所長黃德北透露，從2014年校內學生抗議世新停刊《台灣立報》、《破報》起，學校很多高層就不斷引述董事長周成虎的話：「陳政亮要離開」，因為學校覺得很多抗議都是陳政亮在指使，當時的人社院長羅曉南極力阻擋，結果就是，人社院歷屆院長都是退休時，被延任延繼續當，只有羅曉南是屆齡不延聘。

### 社發所的辦學成果
世新校長吳永乾認為：
|  | 社發所有低註冊率、低畢業率、低在學率與高退學率的「三低一高」情況，學生平均更要花4.7年才會拿到學位，明顯沒做好教學任務。 |

社發所所長黃德北表示：
|  | 吳永乾說過去4年社發所無人畢業，事實上過去4年社發所卻有31人畢業。他說，過去多年社發所註冊率都是世新前段班，104學年度註冊率更高達100%，直到這兩年註冊才有所下降，學校用「招生問題」停招社發所完全不能令人信服。吳永乾說社發所平均4.7年太長，但教育不是要看畢業時間多長，而是要看是否有達到教學目的，社發所有對學生提出到NGO蹲點等要求，畢業年限自然會拉長。 |

社發所師生在新聞稿中表示：
|  | 本所培養之畢業學生長期投入於非政府組織、工會、媒體、公職人員(民意代表、中央及地方政府單位主管)、藝術文化等工作進行實踐，在不同議題上進行積極的倡議，於各自所在之社區進行草根組織動員，範圍包括勞工、農村、原住民部落、移民、移工、遊民、環保、性別、公衛、劇場、社工、社大、紀錄片等領域。社發所的社會實踐路線其實正符合目前教育部所積極提倡的大學社會責任USR。 |

### 目前有多名校友和學術、社運人士發聲支持社發所繼續存在
是校友也是前任台北市勞動局長、現任立法委員賴香伶表示：
|  | 社發所從基層視野出發，提供想檢視制度面的學術理論家很大支持，也在社會運動實踐上給予支持，停招非常可惜。 |

國立中正大學陳瑞麟教授則發文表示：
|  | 依筆者之見，世新社發所的學術研究貢獻在全台灣各大學系所中可列入前三名。該所陳信行教授和陳政亮教授是STS領域的兩大優秀學者，有許多優秀學術研究論文發表在國際和國內期刊，陳信行教授更曾擔任STS領域台灣自辦國際期刊 East Asian Science, Technology, and Society (SSCI & AHCI) 與國內的《科技、醫療與社會》期刊（TSSCI）編輯委員（現正接任該刊主編），並應邀在國際STS專書手冊中發表論文專章，更被選入國際 STS 學會（Society for Social Study of Science, 4S）的理事，這樣的學術表現，不僅是世新之光、更是台灣之光。 |

台灣同志諮詢熱線發表聲明：
|  | 在同志運動還沒那麼成為社會議題前，社發所就已有多位研究生的論文在關注當下台灣的同志處境與文化，包括男同志的從軍經驗、陰柔特質男同志的生命敍事、女同志團體的組織及運動分析等，為台灣的同志運動作了重要的記錄及運動的依據。而社發所也有多位學生成為熱線的義工，在不同的工作小組為同志運動努力，更有許多社發所的學生在同運、性別運動中努力，為你我爭取更多權益。 |

國立交通大學社會與文化研究所、亞際文化研究國際碩士學位學程（台灣聯合大學系統）、文化研究國際中心共同發表聲明表示：
|  | 1996年籌辦社會發展所，以『有學有術，實踐基層，回歸理論，再造社會』箴言自許。創所以來，該所教師除了教學與研究之外，也投身於移工、勞工及高教工會等社會運動領域當中，多年來培育無數具有批判力及實踐力的學生，共同在社會各角落中，為各自所關注的社會議題，為台灣社會做出無可計量的貢獻。社發所長久以來對於台灣社會以及國際學界的貢獻，有目共睹。 |

東吳大學學生議會於2019年1月4日發出聲明表示：
|  | 世新校方之舉措，非但有違正當程序，更有打壓學術自由之嫌。高等教育不是流水線量產的商品，也不應輕率地以「註冊率低」「畢業率低」「辦學績效不甚理想」等理由，作為停招校系院所之理由。校園自治應奠基於校園民主的基石之上，疏於溝通的現象，更顯現校方長期漠視學生作為學校主體的一環。 |

政治大學社會系系學會於2019年1月9日發出聲明表示：
|  | 世新社發所秉持「有學有術，實踐基層，回歸理論，再造社會」的精神，培育許多知名校友，如前路透社攝影記者鍾宜杰、立委林淑芬、臺北市勞工局長賴香玲等。不論是在學術界還是社會改革方面，處處都能看到世新社發所發揮著屬於自己獨領風騷的精神，實踐改造社會，影響臺灣社會深遠。 |

### 教育部駁回停招案
世新社發所停招案歷經半年爭議，教育部於七月下旬完成全國各大學之系所調整方案審查，而世新大學也知會社發所109年招生名額維持12名，等於正式宣布世新社發所停招案遭教育部駁回，社發所也在臉書粉絲團發布聲明，全文如下：
|  | 各位關心與支持社發所的朋友們： 大家好，我們很高興地向各位報告，經過大家的努力與支持，我們已於日前接到學校核定109學年度社發所招生名額維持12名員額的通知。這代表教育部並未同意社發所停招案，社發所停招一案至此已經劃上休止符。 我們感謝這次停招案所有給予社所協助的朋友們，過去半年多沒有您們的支持，本案很可能不會如此順利結束。 今後，社發所的師生將會共同做好研究、教學、服務與學習的本職工作，並且秉持社發所「有學有術，實踐基層，回歸理論，再造社會」的教育宗旨，與所有關心台灣社會發展的朋友們繼續推動社會的改造。握手！敬禮！ |

根據焦點事件之報導，教育部駁回世新停招案是因為社發所停招案未符合校內增設系所相關辦法，也未在事前妥善與師生溝通。
|  | 教育部高教司科長郭佳音說明，世新社發所停招案爭議大，教育部在5月針對此案有召開法律諮詢會，學校雖說社發所停招案符合學校內規，並用《學程辦法》第5條通過社發所停招案，但諮詢會議認為第5條只是針對增設調整的審議原則，而非針對系所增設調整的程序，世新用此條停招社發所可能不符合行政程序。教育部檢視停招案相關配套措施後，認為世新在師生溝通上，是校務會議先通過停招案後才進行師生溝通，但教育部一慣系所調整程序，是先跟師生討論權益、確保學生學習權受到保障後，才會發動相關調整，世新的作法與教育部程序不太一致，有未做到學習權保障的疑慮。 |

世新大學校長吳永乾也針對次駁回結果發表言論：
|  | 吳永乾認為，因教育部未通過停招，一○九學年恢復該所原有的招生名額十二名，只是按規定辦理。未來是否停招要看實際情況，「不能預設立場。」大學班系所調整或停招與否，是根據註冊率、就學率、畢業率、修業年限等因素在內的客觀辦學績效來決定，必須依個案情況由學校按程序自主決定，「不是誰說了算。」 |

## 外部連結
- 世新大學社會發展研究所網站 （页面存档备份，存于）
- 世新社發所反停招連署平台（內含連署名單） （页面存档备份，存于）
- 世新大學網站（页面存档备份，存于）